# Adam Podskarbi
Adam Podskarbi – polski pianista i pedagog.
Absolwent Akademii Muzycznej w Poznaniu (klasa fortepianu prof. Anny Organiszczak). Doktor habilitowany sztuk muzycznych, profesor Uniwersytetu im. Adama Mickiewicza w Poznaniu (Wydział Pedagogiczno-Artystyczny w Kaliszu). Laureat odznaki honorowej „Zasłużony dla Kultury Polskiej” (2010).